# Maggie Nichols
Margaret Mary "Maggie" Nichols (Little Canada, Minnesota; 12 de septiembre de 1997) es una gimnasta artística estadounidense que formó parte del equipo nacional estadounidense entre 2013 y 2016. Nichols fue campeona del mundo por equipos con Estados Unidos en el Mundial de Gimnasia Artística de Glasgow de 2015.
En 2016 se retiró de la gimnasia de élite para competir en la NCAA (liga universitaria). Nichols formó parte del equipo de gimnasia artística femenina de la Universidad de Oklahoma, con el que se proclamó campeona hasta en tres ocasiones. Además, Nichols ha ganado numerosos títulos individuales durante su carrera universitaria y es una de las 11 únicas gimnastas en completar el Gym Slam.

## Biografía
Nichols nació en la ciudad de Little Canada situada en Minnesota, Estados Unidos. Es la menor de cuatro hermanos, Steven, Sam y Danny; e hija de John y Gina Nichols. Maggie se define a sí misma en su perfil de Twitter como "seguidora de Cristo", por lo que se deduce que profesa la religión cristiana.
Empezó a tomar clases de gimnasia a la temprana edad de tres años. Desde pequeña ha entrenado en el Twin City Twisters club. Nichols acudió al Roseville Area High School, instituto público de Minnesota, donde se graduó en 2016.
Desde 2015 sale con el gimnasta Anton Stepherson. Una de sus mejores amigas es la también gimnasta Simone Biles, con quién compartió equipo mientras estuvo en el equipo nacional.
Nichols emitió un comunicado en enero de 2018, denunciando haber sido víctima de abusos sexuales por parte de Larry Nassar desde los 15 años en el rancho de entrenamiento de Bella y Martha Karolyi, y que ella fue la primera gimnasta en dar parte a la Federación de gimnasia estadounidense de dichos abusos en 2015. En junio de 2020 se estrenó en Netflix el documental 'Athlete A', que narra la cronología de hechos desde que Nichols denunció los abusos hasta la sentencia de Nassar.
Durante su carrera como gimnasta universitaria, Nichols fue galardonada con numerosos premios y distinciones, entre los que destacan el AAI Award, el NCAA Inspiration Award, y el Honda Sport Award entre otros.

## Carrera profesional

### 2013
Nichols entró a formar parte del equipo nacional en marzo de 2013. Fue seleccionada para representar a Estados Unidos en la competición amistosa entre Alemania, Rumanía y Estados Unidos y en el trofeo City of Jesolo, donde ganó la medalla de oro por equipos, se clasificó sexta en la final individual y segunda en la final de suelo.
Más tarde participó en el Secret U.S. Classic, donde se clasificó sexta en el circuito individual, undécima en barras asimétricas, octava en barra de equilibrio y quinta en suelo. En el Campeonato Nacional se clasificó quinta en el all-arround, quinta en barra de equilibrio, sexta en barras asimétricas y novena en suelo.

### 2014
Empezó el año en el Trofeo City of Jesolo, donde se clasificó primera por equipos y tercera en la competición individual. Más tarde participó en la Tokyo Cup donde terminó tercera en el all-around. En el Secret U.S. Classic se clasificó tercera en el circuito completo individual, tercera en suelo, quinta en barras asimétricas y séptima en barra de equilibrio.
En agosto compitió en el Campeonato Nacional donde se clasificó tercera en el all-arround por detrás de Simone Biles y Kyla Ross. También ganó la medalla de bronce en barras asimétricas y el ejercicio de suelo. Además se clasificó cuarta en barra de equilibrio y consiguió una plaza para el equipo nacional que participaría en el Mundial de ese año.
En septiembre compitió en el Campeonato Pan Americano celebrado en Mississauga, Canadá; donde ayudó al equipo estadounidense a clasificarse en la primera posición, además de clasificarse tercera en el circuito individual. Sin embargo, tuvo una caída durante el ejercicio de suelo en la que se dislocó la rótula. Debido a esa lesión, Nichols fue reemplazada del equipo nacional ya que no pudo competir en los Campeonatos Mundiales de Gimnasia.

### 2015
Como el año anterior, empezó la temporada participando en el Trofeo City of Jesolo, donde se clasificó primera en el circuito por equipos y séptima en el individual.
En julio compitió en el Secret U.S. Classic, donde terminó tercera por detrás de Simone Biles y Gabrielle Douglas. En las finales por aparatos se clasificó quinta en barras asimétricas, quinta en barra de equilibrio y tercera en suelo.
En agosto participó en el Campeonato Nacional celebrado en Indianapolis, Indiana.  Después de dos días de competición, Nichols se clasificó segunda en el all-arround por detrás de Biles, séptima en barras asimétricas, cuarta en barra de equilibrio y quinta en suelo. Después de los nacionales, fue seleccionada para formar parte del equipo que representaría a Estados Unidos en los Mundiales de Gimnasia Artística de ese año.
En octubre de ese año, junto a Simone Biles, Gabby Douglas, Aly Raisman, Madison Kocian y Brenna Dowell, participó en el Campeonato Mundial de Gimnasia Artística celebrado en Glasgow, Reino Unido. Durante las pruebas de clasificación, Nichols participó en los ejercicios de salto, barra de equilibrio y suelo, consiguiendo una puntuación de 44.532 puntos en total. El 27 de octubre ayudó al equipo estadounidense a colgarse la medalla de oro en la final por equipos. Nichols fue la única estadounidense que participó en los cuatro eventos. Contribuyó a la puntuación final del equipo con un 15.466 en salto, un 14.800 en barras asimétricas, un 13.966 en barra de equilibrio y un 15.000 en suelo. Además, Nichols se clasificó para participar en la final de suelo donde ganó la medalla de bronce con una puntuación de 15.000, quedando por detrás de su compatriota Simone Biles y de la rusa Ksenia Afanásyeva.
En noviembre firmó el NLI (National Letter of Intent) con la Universidad de Oklahoma, documento para manifestar el compromiso de un atleta de participar en la NCAA (Asociación Nacional Atlética Universitaria).

### 2016
En marzo compitió en la Copa América donde se clasificó segunda por detrás de la entonces campeona olímpica Gabby Douglas.
En abril de ese año sufrió una leve lesión de rodilla que le impidió participar en el Campeonato Pacific Rim de Gimnasia celebrado en Seattle. Nichols tuvo que someterse a una cirugía de rodilla que la tuvo apartada de la competición durante seis semanas.
En junio volvió a la competición para participar en el Campeonato Nacional donde solamente compitió en dos aparatos, las barras asimétricas y la barra de equilibrio, donde se clasificó decimotercera y décima respectivamente.
En julio fue seleccionada para los Olympic Trials (pruebas de selección del equipo Olímpico), donde se clasificó sexta en el all-arround, quinta en salto, novena en barras asimétricas, octava en barra de equilibrio y cuarta en suelo. Después de la competición, Nichols no fue seleccionada para formar parte del equipo olímpico de gimnasia artística estadounidense. Pocos días después, Nichols anunció su retirada de la élite de la gimnasia artística para prepararse para volver a la competición, esta vez como gimnasta universitaria.

## Carrera universitaria
Desde septiembre de 2016 forma parte del equipo de gimnasia artística femenina de la Universidad de Oklahoma.
El 6 de enero de 2017 hizo su debut como gimnasta universitaria frente al equipo de la Universidad de Alabama. Nichols participó en los cuatro eventos consiguiendo unas puntuaciones de 9.900 en salto, 9.975 en barras asimétricas, 9.900 en barra de equilibrio y 9.950 en suelo. Fue la ganadora de la competición con un resultado total de 39.725. El 21 de enero de 2017, durante una competición contra la Universidad de Virginia, Nichols consiguió su primer 10.000 como gimnasta universitaria en la prueba de salto. Tras terminar la primera temporada como gimnasta universitaria, Nichols se alzó con el título nacional por equipos junto a sus compañeras de la Universidad de Oklahoma. Además, también se proclamó campeona de barras asimétricas junto a Kyla Ross de UCLA.
En su segundo año en Oklahoma, Nichols volvió a liderar el equipo participando en todos los encuentros del torneo y dejando de participar en el all-around en tan solo una ocasión. Durante la temporada realizó hasta 8 ejercicios perfectos que fueron puntuados con la máxima calificación. Además, rompió todos los récords proclamándose la primera gimnasta en conseguir un 10,00 en los cuatro eventos de competición. En la final del campeonato por equipos, Nichols contribuyó en la segunda posición conseguida por Oklahoma Sooners, siendo superadas solamente por el equipo de UCLA Bruins. En el plano individual, ganó los títulos de all-around, barras asimétricas (empatada con Elizabeth Price de Stanford) y suelo (empatada con Katelyn Ohashi de UCLA).
Empezó la temporada 2019 consiguiendo un 10 en su ejercicio de salto. No pudo participar en el segundo encuentro de la temporada debido a una contusión en el tobillo. La temporada regular estuvo marcada por su ausencia en la competición de all-arround con el objetivo de no agravar la lesión y poder llegar con todas las garantías al campeonato nacional. En la final de la NCAA, Nichols hizo historia al ser la segunda gimnasta en proclamarse campeona nacional por segunda vez. Además, también contribuyó en la victoria de su equipo, la segunda desde que Nichols está en el equipo.
En su último año en la Universidad, Nichols no pudo revalidar sus títulos debido a la suspensión de la competición a causa de la gran afectación de la pandemia de COVID-19 en diversos puntos de Estados Unidos.
Tras terminar su etapa como gimnasta en la Universidad de Oklahoma, Nichols permanecerá ligada al equipo de gimnasia artística como asistente.

## Resultados
| Año  | Competición                | Equipo                                                  | AA                                                      | VT                                                      | UB                                                      | BB                                                      | FX                                                      |
| ---- | -------------------------- | ------------------------------------------------------- | ------------------------------------------------------- | ------------------------------------------------------- | ------------------------------------------------------- | ------------------------------------------------------- | ------------------------------------------------------- |
| 2011 | Nastia Liukin Cup          |                                                         | 20                                                      |                                                         |                                                         |                                                         |                                                         |
| 2011 | Campeonato Nacional Junior |                                                         | Plata                                                   | Plata                                                   | Oro                                                     | Oro                                                     | Bronce                                                  |
| 2011 | Elite Qualifier            |                                                         | Oro                                                     | Oro                                                     | Plata                                                   | Bronce                                                  | 5                                                       |
| 2011 | American Classic           |                                                         | 8                                                       | Bronce                                                  |                                                         | Plata                                                   |                                                         |
| 2012 | American Classic           |                                                         | Bronce                                                  | Bronce                                                  | 4                                                       | Plata                                                   | 7                                                       |
| 2012 | Secret U.S. Classic Junior |                                                         |                                                         | 7                                                       |                                                         |                                                         |                                                         |
| 2012 | Campeonato Nacional Junior |                                                         | 11                                                      | 10                                                      | 14                                                      | 10                                                      | 11                                                      |
| 2013 | Trofeo City of Jesolo      | Oro                                                     | 6                                                       |                                                         |                                                         |                                                         | Plata                                                   |
| 2013 | Secret U.S. Classic        |                                                         | 6                                                       |                                                         | 11                                                      | 8                                                       | 5                                                       |
| 2013 | Campeonato Nacional        |                                                         | 5                                                       |                                                         | 6                                                       | 5                                                       | 9                                                       |
| 2014 | Trofeo City of Jesolo      | Oro                                                     | Bronce                                                  |                                                         |                                                         |                                                         |                                                         |
| 2014 | Copa del Mundo             |                                                         | Bronce                                                  |                                                         |                                                         |                                                         |                                                         |
| 2014 | Secret U.S. Classic        |                                                         | Bronce                                                  |                                                         | 5                                                       | 7                                                       | Bronce                                                  |
| 2014 | Campeonato Nacional        |                                                         | Bronce                                                  |                                                         | Bronce                                                  | 4                                                       | Bronce                                                  |
| 2014 | Campeonato Panamericano    | Oro                                                     | Bronce                                                  |                                                         |                                                         |                                                         |                                                         |
| 2015 | Trofeo City of Jesolo      | Oro                                                     | 7                                                       |                                                         |                                                         |                                                         |                                                         |
| 2015 | Secret U.S Classic         |                                                         | Bronce                                                  |                                                         | 5                                                       | 5                                                       | Bronce                                                  |
| 2015 | Campeonato Nacional        |                                                         | Plata                                                   |                                                         | 7                                                       | 4                                                       | 5                                                       |
| 2015 | Campeonato Mundial         | Oro                                                     |                                                         |                                                         |                                                         |                                                         | Bronce                                                  |
| 2016 | Copa América               |                                                         | Plata                                                   |                                                         |                                                         |                                                         |                                                         |
| 2016 | Campeonato Nacional        |                                                         |                                                         |                                                         | 13                                                      | 10                                                      |                                                         |
| 2016 | Olympic Trials             |                                                         | 6                                                       | 5                                                       | 9                                                       | 8                                                       | 4                                                       |
| 2017 | NCAA                       | Oro                                                     |                                                         |                                                         | Oro                                                     |                                                         |                                                         |
| 2018 | NCAA                       | Plata                                                   | Oro                                                     |                                                         | Oro                                                     | Plata                                                   | Oro                                                     |
| 2019 | NCAA                       | Oro                                                     | Oro                                                     | Oro                                                     | Plata                                                   | 6                                                       | 7                                                       |
| 2020 | NCAA                       | Competición suspendida a causa de la pandemia Covid-19. | Competición suspendida a causa de la pandemia Covid-19. | Competición suspendida a causa de la pandemia Covid-19. | Competición suspendida a causa de la pandemia Covid-19. | Competición suspendida a causa de la pandemia Covid-19. | Competición suspendida a causa de la pandemia Covid-19. |

Notas: AA=Circuito completo individual. VT=Salto. UB=Barras asimétricas. BB=Barra de equilibrio. FX=Suelo.